# Rozporządzenie z mocą ustawy
Rozporządzenia z mocą ustawy – rodzaj rozporządzenia o mocy prawnej równej mocy prawnej ustawy.

## W prawie polskim

### Rozporządzenia z mocą ustawy od 17 października 1997 r. w Polsce
W Polsce mają charakter prawa powszechnie obowiązującego (art. 234 ust. 2 Konstytucji RP). Prawo do ich wydawania ma od 17 października 1997 roku jedynie Prezydent Rzeczypospolitej Polskiej na wniosek Rady Ministrów, tylko w czasie trwania stanu wojennego, jeżeli Sejm nie może zebrać się na posiedzenie.
De iure moc wiążąca takich rozporządzeń w tym czasie jest ograniczona, ze względu na fakt, iż podlegają one zatwierdzeniu na najbliższym posiedzeniu Sejmu. De facto jednak, do tego czasu moc rozporządzeń z mocą ustawy jest równa ustawom. Rozporządzenia te mogą dotyczyć według art. 228 ust. 3-5 Konstytucji Rzeczypospolitej Polskiej:
- zasad działania organów władzy publicznej podczas trwania stanu wojennego,
- zakresu w jakim mogą zostać ograniczone wolności i prawa człowieka i obywatela w trakcie trwania stanu wojennego,
- zakresu, trybu i podstaw wyrównywania strat majątkowych wynikających z tych ograniczeń.

Przy wydawaniu rozporządzeń z mocą ustawy należy wziąć pod uwagę stopień zagrożenia. Powinny one zmierzać do jak najszybszego przywrócenia normalnego funkcjonowania państwa.
Rozporządzenie z mocą ustawy jest jedyną znaną polskiemu systemowi prawa formą aktów prawnych zrównaną z ustawami. Jest to odstępstwo od fundamentalnej dla hierarchii źródeł prawa zasady reguły nadrzędności i wyłączności ustawy.

### Rozporządzenia z mocą ustawy w okresie obowiązywania Małej Konstytucji z 1992 r.
W Polsce w okresie od dnia 8 grudnia 1992 r. do dnia 16 października 1997 r. włącznie rozporządzenia z mocą ustawy wydawać mógł Rząd, jeżeli został upoważniony do ich wydawania na podstawie stosownej ustawy upoważniającej. Ustawa taka mogła być uchwalona przez Sejm bezwzględną większością głosów (art. 23 Ustawy Konstytucyjnej z dnia 17 października 1992 r. o wzajemnych stosunkach między władzą ustawodawczą i wykonawczą Rzeczypospolitej Polskiej oraz o samorządzie terytorialnym). Rozporządzenia te nie podlegały zatwierdzeniu przez Sejm, więc od chwili ich ogłoszenia w Dzienniku Ustaw miały moc ustawy. Mała Konstytucja ponadto przewidywała, że w okresie obowiązywania ustawy upoważniającej inicjatywa ustawodawcza w zakresie upoważnień udzielonych Rządowi należała wyłącznie do Rady Ministrów (mogła być wykonywania w formie rozporządzeń z mocą ustawy, jak i też inicjatywy ustawodawczej wniesionej do Sejmu). Rozporządzenia podpisywał Prezydent Rzeczypospolitej Polskiej. Przysługiwało mu weto absolutne. Mógł też to rozporządzenie skierować do Trybunału Konstytucyjnego w sprawie zgodności z Konstytucją.

### Rozporządzenia z mocą ustawy w okresie obowiązywania Konstytucji marcowej w brzmieniu nadanym nowelą sierpniową (1926 - 1935)
W Polsce w okresie od dnia 4 sierpnia 1926 r. do dnia 23 kwietnia 1935 r. włącznie rozporządzenia z mocą ustawy wydawać mógł Prezydent Rzeczypospolitej Polskiej, na wniosek Rady Ministrów. Przepisy Konstytucji przewidywały dwie formy tych rozporządzeń: „w razie nagłej konieczności państwowej” oraz z upoważnienia ustawy.
Rozporządzenia Prezydenta Rzeczypospolitej podlegały rozpatrzeniu przez Sejm pod rygorem utraty mocy obowiązującej.